# Ouk Chatrang

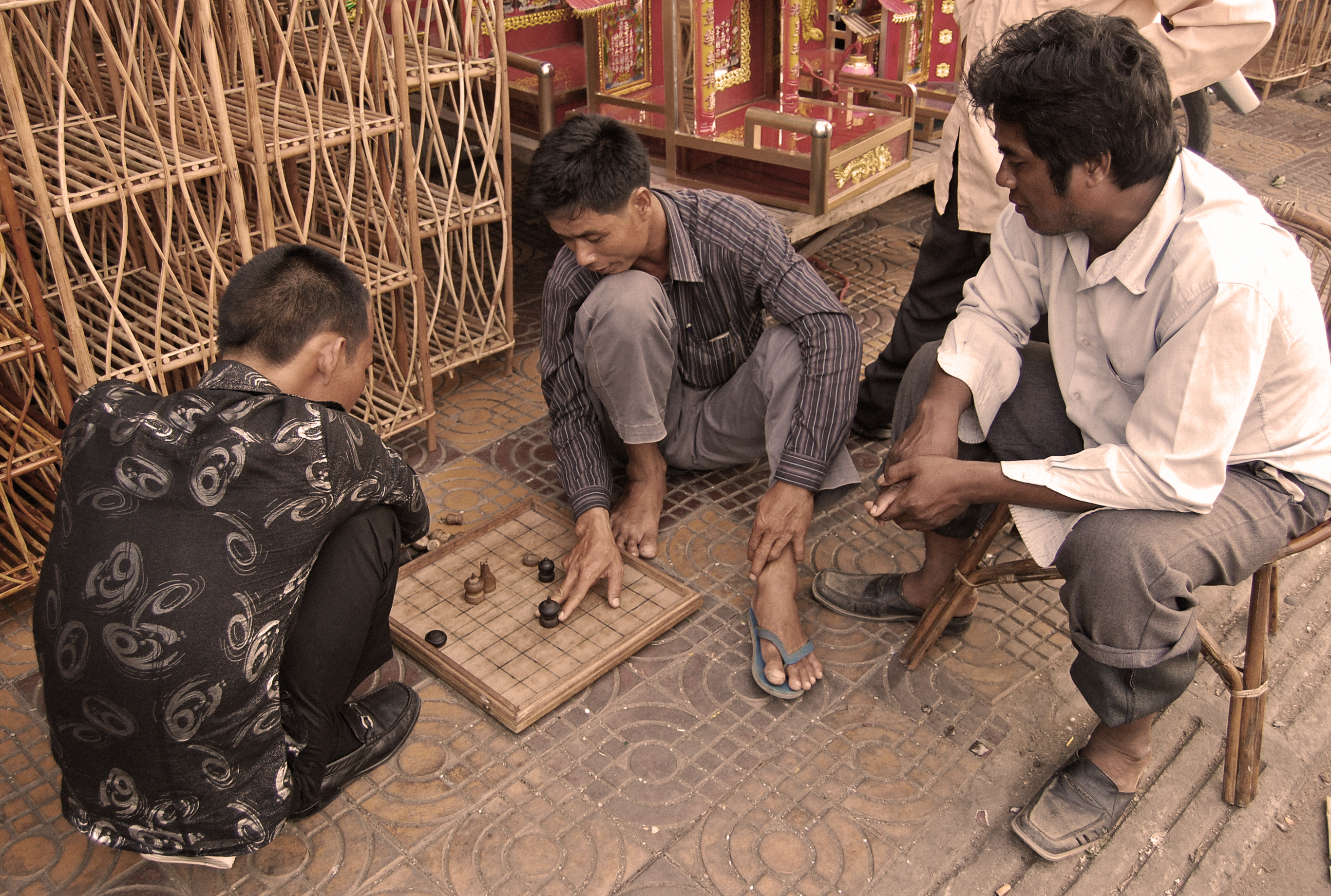
Ouk gespielt auf der Straße (2009)

Ouk Chatrang (Ouk Khmer, Ouk, seltener: Ok) ist der Name des sogenannten kambodschanischen Schachs. Die Regeln entsprechen denen des thailändischen Makruk, jedoch erlaubt Ouk noch zusätzliche Anfangszüge für König und Königin, welche im Makruk abgeschafft wurden.

## Bezeichnung der Figuren bei Ouk, Makruk und Schach
| Ouk                       | Makruk            | Schach   |
| ------------------------- | ----------------- | -------- |
| König (Ang, Sdaach, Khon) | Anführer (Kun ขุน) | König    |
| Königin (Neang)           | Wesir (Med เม็ด)   | Dame     |
| Pfahl (Koul)              | Baum (Con โคน)    | Läufer   |
| Pferd (Ses)               | Pferd (Ma ม้า)     | Springer |
| Boot (Touk)               | Boot (Rua เรือ)    | Turm     |
| Fisch (Trey)              | Bauer (Bia เบี้ย๖)  | Bauer    |

## Etymologie und Geschichte
„Chatrang“ stammt wahrscheinlich von „Caturanga“ aus dem Sanskrit oder von Satranj aus dem Persischen ab.
„Ouk“ bezeichnet Schach an sich und ist auch das Wort, das bei einer Drohung gegen den gegnerischen König ausgesprochen wird.
Der genaue Ursprung des Spiels ist – wie bei anderen Schachvarianten – nicht einwandfrei gesichert. Historische Belege für Ouk sind:
- Es gibt Reliefs in Angkor Wat, Preah Khan und Bayon aus dem 12.–13. Jh. mit jeweils zwei Personen, die an einem Tisch mit mehreren Figuren sitzen. Diese Szenen erinnern stark an Schachspiele. Allerdings sind die dargestellten Spielbretter nur 5 bzw. 7 Felder lang und es sind nie Pferde als Figuren zu sehen. Dies ist entweder nur die Folge einer Stilisierung oder deutet darauf hin, dass es sich um andere Spielregeln oder gänzlich andere Spiele handelt.
- In einigen Fassungen von Marco Polos Reisebericht „Il Milione“ aus dem 13. Jh. wird erwähnt, dass in dieser Gegend Ebenholz vorkommt, aus dem schwarze Schachfiguren hergestellt werden.[2]
- Die erste zuverlässige Beschreibung von Schachspielen in Südostasien (genauer: Siam) stammt von Simon de La Loubère aus dem Jahr 1687. Er erwähnt, dass die Einheimischen sowohl das chinesische, als auch „unser“ Schach spielen.[3]

## Alte Spielvariante
Es gibt Belege für ein weiteres kambodschanisches Schachspiel, bei dem die Figuren wie beim chinesischen Xiangqi nicht auf die Spielfelder, sondern auf die Eckpunkte gesetzt werden. Dadurch ergeben sich 9x9 Positionen auf dem Brett, d. h. es gibt einen Fisch und eine Königin mehr. Die Bewegungen der Figuren sollen sich in beiden Varianten größtenteils gleichen.
Diese Variante ist aber im Gegensatz zur oben genannten in der alltäglichen Spielpraxis nicht präsent.